# ابراهیما کوناته
ابراهیما کوناته (فرانسوی: Ibrahima Konaté‎؛ زادهٔ ۲۵ مهٔ ۱۹۹۹) بازیکن فوتبال فرانسوی است که برای لیورپول در لیگ برتر انگلیس بازی می‌کند.
از باشگاه‌هایی که در آن بازی کرده‌است می‌توان به باشگاه فوتبال لایپزیگ و باشگاه فوتبال لیورپول اشاره کرد.
وی اصالتا اهل مالی است . همچنین در تیم‌های ملی فوتبال زیر ۱۷ سال فرانسه، زیر ۱۹ سال فرانسه، زیر ۲۰ سال فرانسه، زیر ۲۱ سال فرانسه و تیم ملی فوتبال فرانسه بازی کرده‌است.

## عملکرد حرفه‌ای

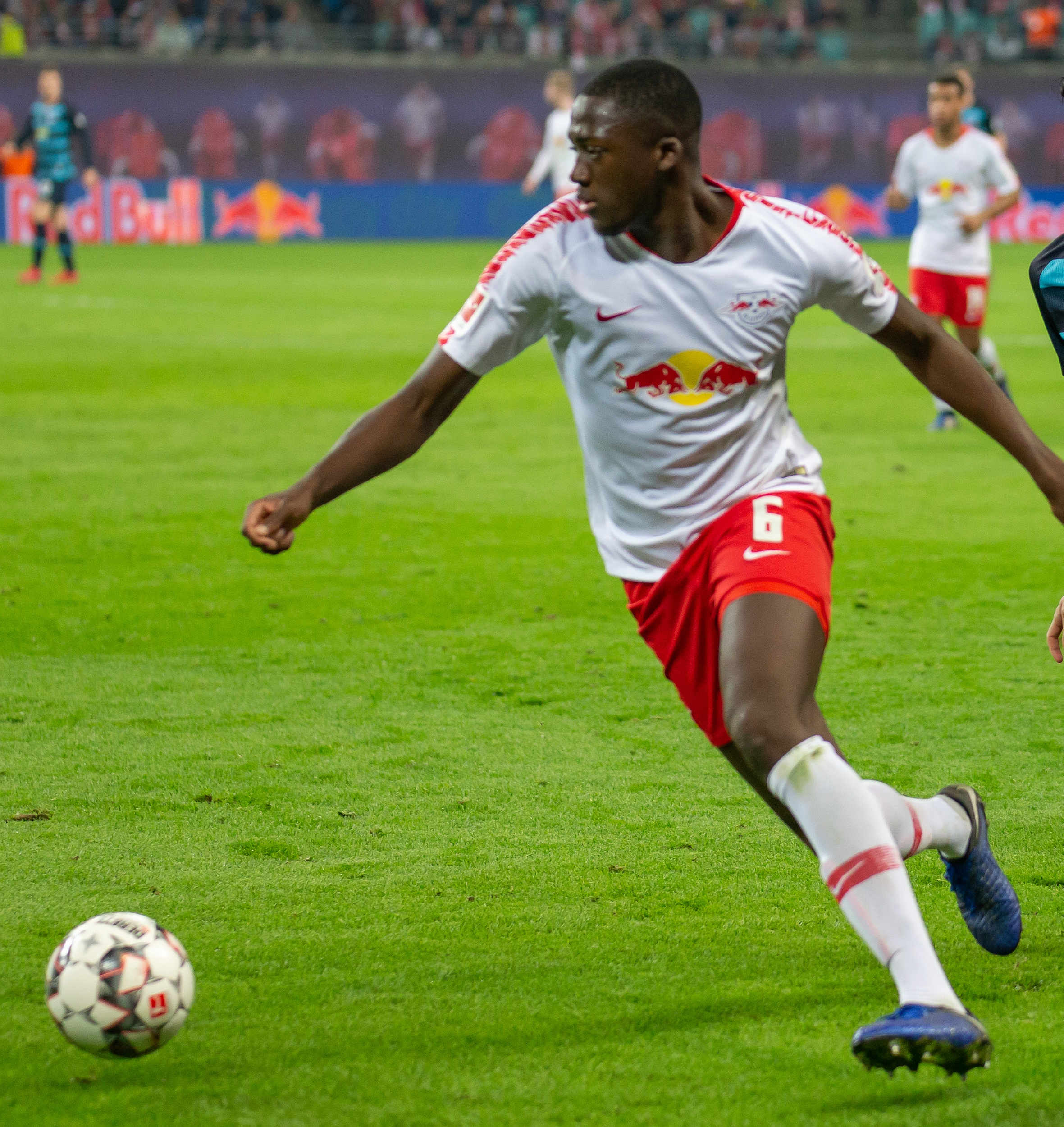
ابراهیم کوناته بازیکن فرانسوی و فعلی لیورپول در تیم لایپزیش

کوناته در ۷ فوریه ۲۰۱۷، در سن ۱۷ سالگی، اولین بازی حرفه ای خود را برای سوشو با نتیجه ۱–۰ در لیگ ۲ به اوسر واگذار کرد.
بعد از یک فصل موفقیت، با ۱۲ بازی و ۱ گل در نیم فصل، کوناته در تاریخ ۱۲ ژوئن ۲۰۱۷ با قراردادی ۵ ساله به لایپزیگ در بوندسلیگا منتقل شد. وی در سال ۲۰۲۱ با قرار دادی ۵ ساله به لیورپول در لیگ برتر انگلیس انتقال یافت. ارزش این قرار داد ۳۵ میلیون یورو گفته شده‌است.